# 勇闖天涯
《勇闖天涯》（Globe Trekker，美國及加拿大地區播送的節目名稱為Pilot Guides，最初的節目名稱是Lonely Planet），是一個探險式導遊電視節目。因為受到《寂寞星球》（Lonely Planet）旅遊導覽書籍的啟發，由英國的Pilot Productions公司製作，至2014年底已進入第17季的放送。《勇闖天涯》目前的放送地區已經超過40個國家，橫跨6個大陸。
每一集的主持人，稱為「介紹者」，與攝影團隊一同前往某個（通常是相當具有異國風情的）國家旅遊，體驗當地的特色景觀和風土民情。另外也有針對城市、海灘、潛水、購物、歷史、節慶、美食等主題做深入介紹的特別節目。
為了讓觀眾更真實的體驗當地的文化，本節目常常捨棄熱門的觀光景點不去。主持人常會參與不同面向的地區性生活，例如參加傳統婚禮或拜訪礦工社區。他們一方面藉由展示，直接向觀眾傳達「由遊客主導的旅程」，並同時呈現與當地人互動，因為未預先安排好的行程而發現有趣的地點。有時也會訪問當地的背包客，並請他們分享獨自旅行的小秘訣、情報。
勇闖天涯這個節目同時也以獨特的主題和背景音樂曉為人知，其中包含大量具有民族音樂元素的純樂器演奏、downtempo、電子舞曲。多數樂曲是由Ian Ritchie、Michael Conn、Colin Winston-Fletcher、坂本Mako & Jesper Mattsson及Stephen Luscombe & Pandit Dinesh專為此節目設計。

## 主持人名單
- 伊恩·萊特（Ian Wright）
- 梅根·麥科米克（Megan McCormick）
- 賈絲汀·夏皮洛（Justine Shapiro）
- 強納森·艾瑟頓（Jonathan Atherton）
- 傑·哈丁（Zay Harding）
- Estelle Bingham
- 張韻明（Christina Chang）
- 布萊德利·古柏（Bradley Cooper）
- Andrew Daddo
- Neil Gibson
- Nikki Grosse
- Katy Haswell
- Shilpa Mehta
- Holly Morris
- Sami Sabiti
- Lavinia Tan
- Adela Úcar

## 節目組成
- 拍攝一個城市或國家的導覽通常需要耗時2到3週。
- 1名主持人搭配5至6人的拍攝小組。包括攝影師、錄音師、製作人、導播各1名。其中導播在拍攝前2週會到當地勘查。而駕駛、導遊或其他協助者通常在當地僱用。
- 一集的整體作業需要花費12到15週來完成。包括4週的行前研究，3週的策劃和安排，2到3週的拍攝，以及3週的編輯和後製作業。
- 主持人及拍攝小組幾乎不曾在同一地點停留超過三天以上。

## 外部連結
- 勇闖天涯官方網站（英文） （页面存档备份，存于）